# Kolonia Czemierniki Południowe
Kolonia Czemierniki Południowe (dawn. Czemierniki-Folwark, Czemierniki-Kolonia) – obszerna, aczkolwiek niestandaryzowana, kolonia miasta Czemierniki w Polsce, w województwie lubelskim, w powiecie radzyńskim.
Rozpościera się wzdłuż geometrycznego systemu ulic o nazwie Południowa Kolonia  na południowych rubieżach miasta, stanowiąc specyficzny klin między wsiami Wygnanów na zachodzie i Stoczek na wschodzie.
Wierni Kościoła rzymskokatolickiego należą do parafii św. Stanisława w Czemiernikach.

## Historia
Dawny folwark Czemierniki należał w latach 1867–1919 do gminy Czemierniki w powiecie lubartowskim. W Królestwie Polskim przynależał do guberni lubelskiej, a w okresie międzywojennym do woj. lubelskiego.  20 października 1933 wszedł w skład nowo utworzonej gromady Czemierniki w granicach gminy Czemierniki, składającą się z osady Czemierniki, folwarku Czemierniki, folwarku Brzeziny i osady leśnej Skróda.
Po II wojnie światowej miejscowość stanowiła już odrębną gromadę (sołectwo) Czemierniki-Folwark w gminie Czemierniki w powiecie lubartowskim w województwie lubelskim. W 1954 roku wszedł w skład nowo utworzonej gromady Czemierniki.
1 stycznia 2024, wraz z odzyskaniem przez Czemierniki statusu miasta, miejscowość stała się obszarem miejskim.